# Five Nations 1964
Die Ausgabe 1964 des jährlich ausgetragenen Rugby-Union-Turniers Five Nations (seit 2000 Six Nations) fand zwischen dem 4. Januar und dem 11. April statt. Turniersieger wurden gemeinsam Wales und Schottland (die Punktedifferenz spielte nach dem damaligen Modus keine Rolle).

## Teilnehmer
| Land       | Stadion                        | Stadt     | Trainer   | Kapitän                     |
| ---------- | ------------------------------ | --------- | --------- | --------------------------- |
| England    | Twickenham Stadium             | London    | keiner    | John Willcox / Ron Jacobs   |
| Frankreich | Stade Olympique Yves-du-Manoir | Colombes  | Jean Prat | Jean Fabre / Michel Crauste |
| Irland     | Lansdowne Road                 | Dublin    | keiner    | Bill Mulcahy                |
| Schottland | Murrayfield Stadium            | Edinburgh | keiner    | Brian Neill                 |
| Wales      | Cardiff Arms Park              | Cardiff   | keiner    | Clive Rowlands              |

## Tabelle
|    | Land       | Spiele | Siege | Unent. | Ndlg. | Spiel- punkte | Diff. | Tabellen- punkte |
| -- | ---------- | ------ | ----- | ------ | ----- | ------------- | ----- | ---------------- |
| 1. | Wales      | 4      | 2     | 2      | 0     | 43:26         | + 17  | 6                |
| 1. | Schottland | 4      | 3     | 0      | 1     | 34:20         | + 14  | 6                |
| 3. | Frankreich | 4      | 1     | 1      | 2     | 41:33         | + 8   | 3                |
| 3. | England    | 4      | 1     | 1      | 2     | 23:42         | − 19  | 3                |
| 5. | Irland     | 4      | 1     | 0      | 3     | 33:53         | − 20  | 2                |

## Ergebnisse
| 4. Januar 1964 | Schottland                                     | 10 : 0        | Frankreich | Murrayfield Stadium, Edinburgh Zuschauer: 40.000 Schiedsrichter: Ray Williams (Irland) |
| 4. Januar 1964 | Versuche: Laughland Thomson Erhöhungen: Wilson | (5:0) Bericht |            | Murrayfield Stadium, Edinburgh Zuschauer: 40.000 Schiedsrichter: Ray Williams (Irland) |

| 18. Januar 1964 | England                | 6 : 6         | Wales              | Twickenham Stadium, London Schiedsrichter: Kevin Kelleher (Irland) |
| 18. Januar 1964 | Versuche: Perry Ranson | (6:3) Bericht | Versuche: Bebb (2) | Twickenham Stadium, London Schiedsrichter: Kevin Kelleher (Irland) |

| 1. Februar 1964 | Wales                                                                | 11 : 3        | Schottland          | Cardiff Arms Park, Cardiff Schiedsrichter: Peter Brook (England) |
| 1. Februar 1964 | Versuche: Bradshaw Thomas Erhöhungen: Bradshaw Straftritte: Bradshaw | (0:3) Bericht | Versuche: Laughland | Cardiff Arms Park, Cardiff Schiedsrichter: Peter Brook (England) |

| 8. Februar 1964 | England                             | 5 : 18        | Irland                                                   | Twickenham Stadium, London Schiedsrichter: Gwynne Walters (Wales) |
| 8. Februar 1964 | Versuche: Rogers Erhöhungen: Wilcox | (0:3) Bericht | Versuche: Casey Flynn (2) Murphy Erhöhungen: Kiernan (3) | Twickenham Stadium, London Schiedsrichter: Gwynne Walters (Wales) |

| 22. Februar 1964 | Frankreich        | 3 : 6         | England                               | Stade Olympique Yves-du-Manoir, Colombes Zuschauer: 24.865 Schiedsrichter: Gwynne Walters (Wales) |
| 22. Februar 1964 | Versuche: Darrouy | (3:3) Bericht | Versuche: Phillips Straftritte: Hosen | Stade Olympique Yves-du-Manoir, Colombes Zuschauer: 24.865 Schiedsrichter: Gwynne Walters (Wales) |

| 22. Februar 1964 | Irland               | 3 : 6         | Schottland              | Lansdowne Road, Dublin Schiedsrichter: Arthur Luff (England) |
| 22. Februar 1964 | Straftritte: Kiernan | (0:6) Bericht | Straftritte: Wilson (2) | Lansdowne Road, Dublin Schiedsrichter: Arthur Luff (England) |

| 7. März 1964 | Irland             | 6 : 15        | Wales                                                          | Lansdowne Road, Dublin Schiedsrichter: Arthur Luff (England) |
| 7. März 1964 | Straftritte: Keogh | (6:5) Bericht | Versuche: Dawes D. Watkins S. Watkins Erhöhungen: Bradshaw (3) | Lansdowne Road, Dublin Schiedsrichter: Arthur Luff (England) |

| 21. März 1964 | Wales                                                               | 11 : 11        | Frankreich                                                           | Cardiff Arms Park, Cardiff Zuschauer: 55.000 Schiedsrichter: H. B. Laidlaw (Schottland) |
| 21. März 1964 | Versuche: S. Watkins Erhöhungen: Bradshaw Straftritte: Bradshaw (2) | (3:11) Bericht | Versuche: Crauste Erhöhungen: Albaladejo Straftritte: Albaladejo (2) | Cardiff Arms Park, Cardiff Zuschauer: 55.000 Schiedsrichter: H. B. Laidlaw (Schottland) |

| 21. März 1964 | Schottland                                            | 15 : 6         | England                             | Murrayfield Stadium, Edinburgh Schiedsrichter: Ray Williams (Irland) |
| 21. März 1964 | Versuche: Bruce Glasgow Telfer Erhöhungen: Wilson (3) | (10:0) Bericht | Versuche: Rogers Straftritte: Hosen | Murrayfield Stadium, Edinburgh Schiedsrichter: Ray Williams (Irland) |

| 11. April 1964 | Frankreich                                                                                       | 27 : 6         | Irland                            | Stade Olympique Yves-du-Manoir, Colombes Zuschauer: 21.640 Schiedsrichter: Gwynne Walters (Wales) |
| 11. April 1964 | Versuche: Arnaudet Crauste Darrouy (2) Herrero Lira Erhöhungen: Albaladejo (3) Dropgoals: Dedieu | (14:3) Bericht | Versuche: Casey Dropgoals: Gibson | Stade Olympique Yves-du-Manoir, Colombes Zuschauer: 21.640 Schiedsrichter: Gwynne Walters (Wales) |